# Championnat du Pérou de football 2009
Navigation
Édition précédente Édition suivante
Le Championnat du Pérou de football 2009 est la 81e édition du championnat du Pérou. Elle se tient de février à décembre 2009. Seize clubs participent au tournoi de cette saison.

## Règlement du championnat 2009[1]
Celui-ci est profondément remanié par rapport aux années précédentes.
Le championnat se déroule en trois phases. La première, les 16 équipes se rencontrent toutes en matchs aller-retour. À l'issue de cette phase régulière, les 16 clubs sont réparties en deux groupes. Lors de la troisième phase, les vainqueurs des deux groupes se disputent le titre.
Après avoir terminé, les 30 matchs de la phase régulière, les équipes sont réparties dans deux groupes de huit, selon leur classement. Les clubs qui finiront avec un classement final impair (1er, 3e, etc.) seront versés dans un groupe, ceux terminant avec un classement pair (2e, 4e, etc.) iront dans le second groupe.
Lors de ce deuxième tour, les points accumulés lors de la première phase seront conservés. Les vainqueurs de chacun des groupes seront qualifiés pour la Copa Libertadores 2010 et disputeront le titre en deux matchs (aller et retour). Le troisième ticket pour la Copa Libertadores sera attribué au club qui aura additionné le plus de points lors des deux phases. Les 2e, 3e et 4e à ce classement combiné obtiendront le droit de disputer la Copa Sudamericana.
La même méthode sera appliquée pour déterminer les deux clubs qui seront relégués en Seconde Division.

## Les 16 clubs participants
| \| Lima: · Alianza Lima · Sporting Cristal · Universidad San Martín · Universitario de Deportes Lima Alianza Atlético Cienciano del Cusco C.N.I. Inti Gas FBC Melgar Total Chalaco José Galvez FBC Juan Aurich Sport Huancayo Univ. César Vallejo Coronel Bolognesi Sport Áncash \| Localisation des clubs engagés dans le championnat. |
| Lima: · Alianza Lima · Sporting Cristal · Universidad San Martín · Universitario de Deportes Lima Alianza Atlético Cienciano del Cusco C.N.I. Inti Gas FBC Melgar Total Chalaco José Galvez FBC Juan Aurich Sport Huancayo Univ. César Vallejo Coronel Bolognesi Sport Áncash                                                           |

La première division passe cette année de 14 à 16 clubs. Deux clubs ont été rétrogradés à l'issue du championnat 2008 et ont été remplacés par le champion Total Clean d'Arequipa (renommé en début de saison Total Chalaco désormais basé à Callao) et le vice-champion (Inti Gas d'Ayacucho) de seconde division et par le premier, Sport Huancayo et le second, Colegio Nacional de Iquitos de la Copa Perú.
| Club                             | Ville    | Stade                         | Capacité | Pelouse      |
| -------------------------------- | -------- | ----------------------------- | -------- | ------------ |
| Alianza Atlético                 | Sullana  | Estadio Campeones del 36      | 8 000    | Naturelle    |
| Alianza Lima                     | Lima     | Estadio Alejandro Villanueva  | 35 000   | Naturelle    |
| Cienciano del Cusco              | Cuzco    | Estadio Garcilaso de la Vega  | 42 056   | Naturelle    |
| Colegio Nacional de Iquitos      | Iquitos  | Estadio Max Augustín          | 24 000   | Artificielle |
| Coronel Bolognesi                | Tacna    | Estadio Jorge Basadre         | 19 850   | Naturelle    |
| Inti Gas                         | Ayacucho | Estadio Ciudad de Cumaná      | 20 000   | Naturelle    |
| FBC Melgar                       | Arequipa | Estadio Mariano Melgar        | 20 000   | Naturelle    |
| José Gálvez FBC                  | Chimbote | Estadio Manuel Rivera Sánchez | 25 000   | Artificielle |
| Juan Aurich                      | Chiclayo | Estadio Elías Aguirre         | 25 000   | Artificielle |
| Sport Áncash                     | Huaraz   | Estadio Rosas Pampa           | 8 000    | Naturelle    |
| Sport Huancayo                   | Huancayo | Estadio Huancayo              | 20 000   | Naturelle    |
| Sporting Cristal                 | Lima     | Estadio San Martín de Porres  | 18 000   | Naturelle    |
| Total Chalaco (ex-Total Clean)   | Callao   | Estadio Miguel Grau           | 17 000   | Naturelle    |
| Universidad César Vallejo        | Trujillo | Estadio Mansiche              | 25 000   | Artificielle |
| Universidad San Martín de Porres | Lima     | Estadio Nacional              | 45 000   | Artificielle |
| Universitario de Deportes        | Lima     | Estadio Monumental "U"        | 80 093   | Naturelle    |

## Phase régulière
| Rang | Clubs                             | Pts | PJ | G  | E  | P  | BP | BC | Diff |
| ---- | --------------------------------- | --- | -- | -- | -- | -- | -- | -- | ---- |
| 1er  | Juan Aurich                       | 55  | 30 | 15 | 10 | 5  | 46 | 31 | +15  |
| 2e   | Universitario de Deportes         | 54  | 30 | 15 | 9  | 6  | 37 | 22 | +15  |
| 3e   | Alianza Lima                      | 51  | 30 | 15 | 6  | 9  | 38 | 31 | +7   |
| 4e   | Sport Huancayo                    | 48  | 30 | 14 | 6  | 10 | 46 | 32 | +14  |
| 5e   | Universidad César Vallejo         | 48  | 30 | 13 | 9  | 8  | 41 | 33 | +8   |
| 6e   | Universidad San Martín de Porres* | 47  | 30 | 12 | 11 | 7  | 45 | 34 | +11  |
| 7e   | Sporting Cristal                  | 42  | 30 | 12 | 6  | 12 | 53 | 36 | +17  |
| 8e   | Cienciano del Cusco               | 42  | 30 | 10 | 12 | 8  | 41 | 38 | +3   |
| 9e   | Inti Gas                          | 41  | 30 | 11 | 8  | 11 | 36 | 31 | +5   |
| 10e  | FBC Melgar                        | 41  | 30 | 11 | 8  | 11 | 36 | 41 | -5   |
| 11e  | José Gálvez                       | 39  | 30 | 11 | 6  | 13 | 28 | 37 | -9   |
| 12e  | Total Chalaco                     | 37  | 30 | 9  | 10 | 11 | 41 | 40 | +1   |
| 13e  | C.N.I.                            | 31  | 30 | 9  | 4  | 17 | 24 | 39 | -15  |
| 14e  | Alianza Atlético                  | 30  | 30 | 7  | 9  | 14 | 28 | 42 | -14  |
| 15e  | Sport Áncash                      | 27  | 30 | 7  | 6  | 17 | 27 | 50 | -23  |
| 16e  | Coronel Bolognesi                 | 20  | 30 | 3  | 11 | 16 | 25 | 58 | -33  |

|  | Groupe impair |
|  | Groupe pair   |
* À l'issue de la première journée, Cienciano del Cusco, CNI et Universidad San Martín furent sanctionnés par l'ADFP de la perte des points obtenus lors de cette journée. Le premier match fut déclaré perdu sur le score de 0-3. Cependant, ces résultats ne furent pas appliqués à leurs adversaires du jour qui conservèrent le nombre de points et les scores initiaux. CNI et Cienciano présentèrent un recours à la FPF et obtinrent gain de cause. Par conséquent, ils récupérèrent les points obtenus lors de cette première journée.

## Liguilla(Seconde phase)
Les clubs qui finissent la première phase avec un classement final impair (1er, 3e, etc.) sont versés dans le groupe A, ceux terminant avec un classement pair (2e, 4e, etc.) vont dans le second groupe.

### Groupe A (impair)
| Rang | Équipes                   | Pts | J  | G  | N  | P  | BP | BC | Diff. |
| ---- | ------------------------- | --- | -- | -- | -- | -- | -- | -- | ----- |
| 1er  | Alianza Lima              | 76  | 44 | 22 | 10 | 12 | 59 | 46 | +13   |
| 2e   | Juan Aurich               | 74  | 44 | 20 | 14 | 10 | 61 | 44 | +17   |
| 3e   | Universidad César Vallejo | 67  | 44 | 17 | 16 | 11 | 60 | 51 | +9    |
| 4e   | Inti Gas                  | 64  | 44 | 18 | 10 | 16 | 58 | 51 | +7    |
| 5e   | Sporting Cristal          | 57  | 44 | 16 | 9  | 19 | 71 | 55 | +16   |
| 6e   | José Gálvez               | 52  | 44 | 15 | 7  | 22 | 43 | 59 | -16   |
| 7e   | C.N.I.                    | 50  | 44 | 14 | 8  | 22 | 39 | 59 | -20   |
| 8e   | Sport Áncash              | 48  | 44 | 13 | 9  | 22 | 40 | 61 | -21   |

### Groupe B (pair)
| Rang | Équipes                | Pts | J  | G  | N  | P  | BP | BC | Diff. |
| ---- | ---------------------- | --- | -- | -- | -- | -- | -- | -- | ----- |
| 1er  | Universitario          | 81  | 44 | 23 | 12 | 9  | 59 | 32 | +27   |
| 2e   | Sport Huancayo         | 70  | 44 | 21 | 7  | 16 | 64 | 57 | +7    |
| 3e   | Universidad San Martín | 69  | 44 | 18 | 15 | 11 | 64 | 48 | +16   |
| 4e   | FBC Melgar             | 58  | 44 | 15 | 13 | 16 | 59 | 62 | -3    |
| 5e   | Cienciano del Cusco    | 58  | 44 | 14 | 16 | 14 | 58 | 63 | -5    |
| 6e   | Total Chalaco          | 51  | 44 | 12 | 15 | 17 | 62 | 64 | -2    |
| 7e   | Alianza Atlético       | 49  | 44 | 12 | 13 | 19 | 44 | 58 | -14   |
| 8e   | Coronel Bolognesi      | 36  | 44 | 7  | 15 | 22 | 42 | 76 | -34   |

## Finales du Championnat
Pour la première fois depuis 1999, le Superclásico a désigné le vainqueur du championnat. Alianza Lima et la " U ", en remportant respectivement le groupe A et le groupe B de la Liguilla, gagnèrent le droit de se disputer le titre, à l'issue de la finale par matchs aller-retour. À noter, si nécessaire, une troisième manche se serait déroulée à Cuzco.
| Équipe 1     | Résultat | Équipe 2                  | Aller | Retour |
| ------------ | -------- | ------------------------- | ----- | ------ |
| Alianza Lima | 0 - 2    | Universitario de Deportes | 0 - 1 | 0 - 1  |

- Universitario gagne 2 - 0 sur l'ensemble des deux matches, et est déclaré champion national 2009.

| 8 décembre 2009 | Alianza Lima | 0 – 1   | Universitario | Estadio Alejandro Villanueva, Lima                               |                                                                  |
| 15h30           |              | (0 - 1) | 29e Alva      | Spectateurs : env0,320 00 Arbitrage : Víctor Hugo Rivera (Pérou) | Spectateurs : env0,320 00 Arbitrage : Víctor Hugo Rivera (Pérou) |

| 13 décembre 2009 | Universitario     | 1 – 0   | Alianza Lima | Estadio Monumental "U", Lima                                       |                                                                    |
| 16h00            | Solano 10e (pen.) | (1 - 0) |              | Spectateurs : env0,650 00 Arbitrage : Víctor Hugo Carrillo (Pérou) | Spectateurs : env0,650 00 Arbitrage : Víctor Hugo Carrillo (Pérou) |

| Pérou                   |
| Champion                |
| Universitario 25e titre |

## Classement combiné
Ce classement se fait par l'addition des points obtenus, lors de la phase régulière (première phase) et lors de la Liguilla (seconde phase), par les différents clubs. Il permet de déterminer le troisième club péruvien pour la Copa Libertadores 2010. Les deux premiers étant les vainqueurs des groupes A et B de la liguilla. Les trois équipes suivantes, à ce classement par accumulation de points, sont qualifiés pour la Copa Sudamericana 2010. À l'opposé, les deux équipes avec le moins de points, accumulés durant la saison entière, descendent en seconde division.
| Rang | Équipes                   | Pts | J  | G  | N  | P  | BP | BC | Diff. |
| ---- | ------------------------- | --- | -- | -- | -- | -- | -- | -- | ----- |
| 1er  | Universitario             | 81  | 44 | 23 | 12 | 9  | 59 | 32 | +27   |
| 2e   | Alianza Lima              | 76  | 44 | 22 | 10 | 12 | 59 | 46 | +13   |
| 3e   | Juan Aurich               | 74  | 44 | 20 | 14 | 10 | 61 | 44 | +17   |
| 4e   | Sport Huancayo            | 70  | 44 | 21 | 7  | 16 | 64 | 57 | +7    |
| 5e   | Universidad San Martín    | 69  | 44 | 18 | 15 | 11 | 64 | 48 | +16   |
| 6e   | Universidad César Vallejo | 67  | 44 | 17 | 16 | 11 | 60 | 51 | +9    |
| 7e   | Inti Gas                  | 64  | 44 | 18 | 10 | 16 | 58 | 51 | +7    |
| 8e   | FBC Melgar                | 58  | 44 | 15 | 13 | 16 | 59 | 62 | -3    |
| 9e   | Cienciano del Cusco       | 58  | 44 | 14 | 16 | 14 | 58 | 63 | -5    |
| 10e  | Sporting Cristal          | 57  | 44 | 16 | 9  | 19 | 71 | 55 | +16   |
| 11e  | José Gálvez               | 52  | 44 | 15 | 7  | 22 | 43 | 59 | -16   |
| 12e  | Total Chalaco             | 51  | 44 | 12 | 15 | 17 | 62 | 64 | -2    |
| 13e  | C.N.I.                    | 50  | 44 | 14 | 8  | 22 | 39 | 59 | -20   |
| 14e  | Alianza Atlético          | 49  | 44 | 12 | 13 | 19 | 44 | 58 | -14   |
| 15e  | Sport Áncash              | 48  | 44 | 13 | 9  | 22 | 40 | 61 | -21   |
| 16e  | Coronel Bolognesi         | 36  | 44 | 7  | 15 | 22 | 42 | 76 | -34   |

|  | Copa Libertadores 2010 |
|  | Copa Sudamericana 2010 |
|  | Seconde Division 2010  |